# Callerinnys flammida
Callerinnys flammida är en fjärilsart som beskrevs av Louis Beethoven Prout 1935. Callerinnys flammida ingår i släktet Callerinnys och familjen mätare. Inga underarter finns listade i Catalogue of Life.